# Sergio Romero
Sergio Romero, né le 22 février 1987 à Bernardo de Irigoyen, est un footballeur international italo-argentin qui évolue au poste de gardien de but à Boca Juniors.

## Biographie

### Enfance
Sergio Romero grandit dans une famille très pauvre, au moment de la crise économique en Argentine. Il est le benjamin d'une famille de trois garçons. Romero est également le plus petit en taille, ses 2 frères Diego et Fernando sont joueurs de basket-ball et sont très grands, d'où son surnom d'El Chiquito (le tout petit).
Il grandit avec ses parents et ses frères dans le village de Bernardo de Irigoyen dans la région de Misiones et vit le football comme une passion dès son plus jeune âge. Sergio révèle que c'est à 8 ans qu'il choisit de se positionner en gardien de but grâce au conseil de son grand frère Diego.

### Carrière en club

#### Racing Club (2006-2007)
Sergio se forge une réputation au club de la Comisión de Actividades Infantiles dans les catégories jeunes. Il déménage ensuite à Buenos Aires et s'engage en faveur du Racing Club. En 2006, Sergio signe son premier contrat professionnel à 19 ans. Il réalise de très bonnes prestations avec son club lors de la saison 2007-2008, lui valant d'intégrer la sélection argentine, mais sans jouer.

#### AZ Alkmaar (2007-2011)
Transféré lors de la saison 2008-2009 pour un montant évalué à 1,5 million d'euros, il signe un contrat le liant pendant cinq années en faveur du club hollandais de l'AZ Alkmaar, malgré l’intérêt d'autres clubs européens comme le Sporting Braga, le Rubin Kazan ou encore le Standard de Liège. Lors de sa première saison aux Pays-Bas, il remporte l'Eredivisie avec son club l'AZ Alkmaar et participe l'année suivante à la ligue des champions.Joueur clé lors de la conquête surprise du titre en Eredivisie en 2009, il passait ensuite 950 minutes sans encaisser le moindre but lors de la saison suivante, à 107 minutes seulement du record historique aux Pays-Bas. IIl participera  a 112 match

#### Sampdoria Gênes (2011-2015)
En août 2011, il signe à la Sampdoria Gênes, tout juste reléguée en Serie B. Le transfert est évalué à 3,5 millions d'euros. Il est titulaire avec le club génois pour la remontée dans l'élite en 2011-2012 et pour le début de saison 2012-2013 en Serie A. Il perd néanmoins sa place vers la fin de la saison en raison de plusieurs performances décevantes et participe à 74 matchs.

#### AS Monaco (2013-2014)
En août 2013, il est prêté avec option d'achat à l'AS Monaco pour la saison 2013-2014,. Il jouera seulement 9 match .

#### Manchester United (2015-2021)
Le 27 juillet 2015, Manchester United enregistre la signature de Romero, qui s'engage pour trois ans, avec la possibilité de prolonger d'un an. Lors de l'année 2016 /2017 il a réalisé des premiers pas excellents sous le maillot des Red Devils, avec seulement deux buts encaissés en quatre matches de Premier League au mois d'août. S'il a souvent été la doublure de David De Gea par la suite, Romero a répondu présent quand Louis van Gaal, qui l'avait déjà dirigé à l'AZ Alkmaar, a fait appel à ses services. Le portier s'est notamment illustré en Ligue Europa, contre Midtjylland en février, avec plusieurs parades décisives alors qu'il a dû remplacer au dernier moment De Gea, blessé à l'échauffement.
Lors de sa deuxième saison à Manchester United, Romero a continué à être le gardien de premier choix en Coupe des compétitions, y compris lors de la campagne du club en Ligue Europa, dans laquelle le nouveau manager José Mourinho a expliqué qu'il méritait de jouer. Romero a joué la finale de la Ligue Europa 2017, au cours de laquelle il a vaincu l'Ajax lors d'une victoire de 2-0  en finale, il sera dans l'équipe type de la compétition. Il ne joue que très peu lors de la saison 2017-2018. Il change de numéro pour devenir le numéro 22 des Red Devils. Il reçoit le premier carton rouge de sa carrière en League Cup contre Derby County Football Club sur une faute de main. Sergio joue son premier match en Ligue des Champions en 2018 lors d'une défaite contre Valence, 2-1.
Sur la pelouse d'Arsenal, Sergio Romero est titulaire pour le quatrième tour de la Fa Cup. L'Argentin réalise de nombreux arrêts avec notamment une superbe parade, à la fin Manchester United s'impose 3-1 et continue dans le tournoi anglais.
À la suite du limogeage de Mourinho et de la signature d'Ole Gunnar Solskjaer, Romero reste la doublure de De Gea, malgré son immense talent. Il s'illustre notamment lors du 3e tour de FA Cup disputée face à Wolverhampton, où il effectue une incroyable parade sur un corner de Ruben Neves. Il joue par ailleurs lors de la saison 2019/2020 les matchs de Ligue Europa.
Après une saison 2020-2021 blanche son contrat avec le club mancunien n'est pas prolongé.

#### Venise FC (2021-2022)
Libre depuis la fin de son contrat avec le club anglais, il s'engage finalement avec Venise FC en Serie A le 12 octobre 2021. Le 7 novembre 2021, il bat l'AS Roma de José Mourinho sur un score de 3-2.

#### Boca Juniors (2022-)
Le 9 août 2022, il effectue son retour en Argentine en rejoignant libre le club de Boca Juniors. Il signe un contrat de 2 saisons.
Sergio Romero devient le héros de Boca Juniors lors du parcours en Copa Libertadores 2023, notamment par ses prouesses lors des séances de tirs au but. Il arrête un premier pénalty contre le Deportivo Pereira en phase de groupes. Rn huitièmes de finale contre le Nacional, il arrête deux tirs au but pour qualifier son équipe. En quarts de finale, il réussit le même exploit contre le Racing Club, pour son retour dans le stade qui l'a vu débuter. En demi-finale, face à Palmeiras, il arrête encore une fois deux tirs au but consécutifs. Cependant, Boca Juniors s'incline en finale de la compétition face à Fluminense après prolongations (2-1).

### En sélection
Sergio remporte la Coupe du monde des moins de 20 ans 2007 et participe aux Jeux olympiques de 2008, remportant la médaille d'or aux côtés de Lionel Messi. S'il commence la compétition dans un rôle de doublure, il est propulsé numéro un à la suite d'une grave blessure de l'habituel titulaire Óscar Ustari lors du quart de finale contre les Pays-Bas (2-1 a.p) après avoir disputé le dernier match, sans enjeu, de la phase de groupe, contre la Serbie (2-0).
Plus d'un an plus tard, il fête sa première sélection A lors d'une défaite 1-0 au Paraguay le 9 septembre 2009 pour les éliminatoires de la coupe du monde 2010 et devient le gardien numéro un de la sélection albiceleste. Pour la coupe du monde 2010, il est retenu par Diego Maradona et dispute la compétition comme titulaire. L'Argentine se fait éliminer en quarts de finale par l’Allemagne (4-0) et connaît une grande désillusion, signant la fin de l'ère Maradona.
Sergio participe ensuite à la Copa América 2011 disputée sur le sol argentin. Il s'illustre en match de poule contre la Bolivie et la Colombie, en permettant à l'Argentine de faire match nul 1-1 puis 0-0. L'Argentine se fait éliminer de la Copa América en quarts de finale par l’Uruguay, future gagnant du titre, aux tirs au but (1-1, 5 tab à 4). Sergio ne réalise aucun arrêt lors de cette séance de tirs au but. Malgré une jeunesse dorée comprenant Javier Pastore, Sergio Agüero, Ángel Di María, Gonzalo Higuaín, Romero et avec Lionel Messi, l'Argentine connaît sa deuxième grosse désillusion en seulement deux ans. À la suite de cette défaite, le sélectionneur Sergio Batista est démis de ses fonctions.
Il dispute la Coupe du monde 2014. Titulaire lui et son équipe s'inclinent en finale sur une frappe de Mario Götze pendant les prolongations au Stade Maracanã de Rio de Janeiro. Avant ça, il s'est notamment illustré en demi-finale en arrêtant deux tirs au but néerlandais, de Ron Vlaar et Wesley Sneijder.
Il ne disputera pas la coupe du monde 2018 en Russie en raison d’une blessure au genou droit. Alors que Messi a pris sa retraite non officielle en sélection, l'Argentine affronte le brésil et le portier sera le capitaine de la rencontre, mais malgré de nombreuses interventions de celui-ci, sur un corner tiré par Neymar Miranda marque de la tête et fait gagner le Brésil 1-0. Sergio Romero, gardien titulaire de l'Argentine pendant près de dix ans, ne sera pas sélectionné pour la Copa America 2019 au Brésil.

## Palmarès

### En club
| AZ Alkmaar - Championnat des Pays-Bas (1) : - Champion : 2008-09. - Supercoupe des Pays-Bas (1) : - Vainqueur : 2009. |  | AS Monaco - Championnat de France : - Vice-champion : 2013-14. |  | Manchester United - Ligue Europa (1) : - Vainqueur : 2016-17. |

### En sélection
| Argentine -20 ans - Coupe du monde -20 ans (1) : - Vainqueur : 2007. |  | Argentine olympique - Jeux olympiques (1) : - Or : 2008. |  | Argentine - Coupe du monde : - Finaliste : 2014. - Copa América : - Finaliste : 2015 et 2016. |

## Distinction personnelle
Sergio Romero est nommé dans l'équipe-type de la Ligue Europa en 2017.

## Statistiques

### En club
| Saison                | Club                  | Championnat           | Championnat | Championnat | Coupe nationale | Coupe nationale | Coupe de la Ligue | Coupe de la Ligue | Supercoupe | Supercoupe | Compétition(s) continentale(s) | Compétition(s) continentale(s) | Compétition(s) continentale(s) | Total | Total |
| Saison                | Club                  | Division              | M.          | B.          | M.              | B.              | M.                | B.                | M.         | B.         | Comp.                          | M.                             | B.                             | M.    | B.    |
| 2006-2007             | Racing Club           | Primera División      | 4           | 0           | -               | -               | -                 | -                 | -          | -          | -                              | -                              | -                              | 4     | 0     |
| Sous-total            | Sous-total            | Sous-total            | 4           | 0           | -               | -               | -                 | -                 | -          | -          | -                              | -                              | -                              | 4     | 0     |
| 2007-2008             | AZ Alkmaar            | Eredivisie            | 12          | 0           | -               | -               | -                 | -                 | -          | -          | C3                             | 2                              | 0                              | 14    | 0     |
| 2008-2009             | AZ Alkmaar            | Eredivisie            | 28          | 0           | 3               | 0               | -                 | -                 | -          | -          | -                              | -                              | -                              | 31    | 0     |
| 2009-2010             | AZ Alkmaar            | Eredivisie            | 27          | 0           | 2               | 0               | -                 | -                 | 1          | 0          | C1                             | 6                              | 0                              | 36    | 0     |
| 2010-2011             | AZ Alkmaar            | Eredivisie            | 23          | 0           | 3               | 0               | -                 | -                 | -          | -          | C3                             | 5                              | 0                              | 31    | 0     |
| Sous-total            | Sous-total            | Sous-total            | 90          | 0           | 8               | 0               | -                 | -                 | 1          | 0          | -                              | 13                             | 0                              | 112   | 0     |
| 2011-2012             | Sampdoria Gênes       | Serie B               | 30          | 0           | -               | -               | -                 | -                 | -          | -          | -                              | -                              | -                              | 30    | 0     |
| 2012-2013             | Sampdoria Gênes       | Serie A               | 32          | 0           | 1               | 0               | -                 | -                 | -          | -          | -                              | -                              | -                              | 33    | 0     |
| 2014-2015             | Sampdoria Gênes       | Serie A               | 10          | 0           | 1               | 0               | -                 | -                 | -          | -          | -                              | -                              | -                              | 11    | 0     |
| Sous-total            | Sous-total            | Sous-total            | 72          | 0           | 2               | 0               | -                 | -                 | -          | -          | -                              | -                              | -                              | 74    | 0     |
| 2013-2014             | AS Monaco (prêt)      | Ligue 1               | 3           | 0           | 5               | 0               | 1                 | 0                 | -          | -          | -                              | -                              | -                              | 9     | 0     |
| Sous-total            | Sous-total            | Sous-total            | 3           | 0           | 5               | 0               | 1                 | 0                 | -          | -          | -                              | -                              | -                              | 9     | 0     |
| 2015-2016             | Manchester United     | Premier League        | 4           | 0           | 1               | 0               | 1                 | 0                 | -          | -          | C1+C3                          | 2+2                            | 0+0                            | 10    | 0     |
| 2016-2017             | Manchester United     | Premier League        | 2           | 0           | 3               | 0               | 1                 | 0                 | -          | -          | C3                             | 12                             | 0                              | 18    | 0     |
| 2017-2018             | Manchester United     | Premier League        | 1           | 0           | 4               | 0               | 3                 | 0                 | -          | -          | C1                             | 2                              | 0                              | 10    | 0     |
| 2018-2019             | Manchester United     | Premier League        | 0           | 0           | 4               | 0               | 1                 | 0                 | -          | -          | C1                             | 1                              | 0                              | 6     | 0     |
| 2019-2020             | Manchester United     | Premier League        | 0           | 0           | 5               | 0               | 3                 | 0                 | -          | -          | C3                             | 9                              | 0                              | 17    | 0     |
| 2020-2021             | Manchester United     | Premier League        | 0           | 0           | 0               | 0               | 0                 | 0                 | -          | -          | C1+C3                          | 0+0                            | 0+0                            | 0     | 0     |
| Sous-total            | Sous-total            | Sous-total            | 8           | 0           | 17              | 0               | 9                 | 0                 | -          | -          | -                              | 27                             | 0                              | 61    | 0     |
| 2021-2022             | Venise FC             | Serie A               | 16          | 0           | -               | -               | -                 | -                 | -          | -          | -                              | -                              | -                              | 16    | 0     |
| Sous-total            | Sous-total            | Sous-total            | 16          | 0           | -               | -               | -                 | -                 | -          | -          | -                              | -                              | -                              | 16    | 0     |
| 2022                  | Boca Juniors          | Primera División      | -           | -           | -               | -               | -                 | -                 | -          | -          | -                              | -                              | -                              | 0     | 0     |
| 2023                  | Boca Juniors          | Primera División      | 23          | 0           | 3               | 0               | 7                 | 0                 | -          | -          | CL                             | 13                             | 0                              | 46    | 0     |
| Sous-total            | Sous-total            | Sous-total            | 23          | 0           | 3               | 0               | 7                 | 0                 | -          | -          | -                              | 13                             | 0                              | 46    | 0     |
| Total sur la carrière | Total sur la carrière | Total sur la carrière | 216         | 0           | 35              | 0               | 17                | 0                 | 1          | 0          | -                              | 43                             | 0                              | 312   | 0     |

### En sélection nationale
| Saison                | Sélection             | Phases finales          | Phases finales | Phases finales | Éliminatoires CDM | Éliminatoires CDM | Matchs amicaux | Matchs amicaux | Total | Total |
| Saison                | Sélection             | Compétition             | M              | B              | M                 | B                 | M              | B              | M     | B     |
| --------------------- | --------------------- | ----------------------- | -------------- | -------------- | ----------------- | ----------------- | -------------- | -------------- | ----- | ----- |
| 2007-2008             | Argentine             | -                       | -              | -              | -                 | -                 | 0              | 0              | 0     | 0     |
| 2008-2009             | Argentine             | -                       | -              | -              | 0                 | 0                 | 0              | 0              | 0     | 0     |
| 2009-2010             | Argentine             | Coupe du monde 2010     | 5              | 0              | 3                 | 0                 | 3              | 0              | 11    | 0     |
| 2010-2011             | Argentine             | Copa América 2011       | 4              | 0              | -                 | -                 | 6              | 0              | 10    | 0     |
| 2011-2012             | Argentine             | -                       | -              | -              | 3                 | 0                 | 4              | 0              | 7     | 0     |
| 2012-2013             | Argentine             | -                       | -              | -              | 8                 | 0                 | 3              | 0              | 11    | 0     |
| 2013-2014             | Argentine             | Coupe du monde 2014     | 7              | 0              | 3                 | 0                 | 5              | 0              | 15    | 0     |
| 2014-2015             | Argentine             | Copa América 2015       | 6              | 0              | -                 | -                 | 5              | 0              | 11    | 0     |
| 2015-2016             | Argentine             | Copa América Centenario | 6              | 0              | 6                 | 0                 | 2              | 0              | 14    | 0     |
| 2016-2017             | Argentine             | -                       | -              | -              | 8                 | 0                 | 1              | 0              | 9     | 0     |
| 2017-2018             | Argentine             | Coupe du monde 2018     | -              | -              | 4                 | 0                 | 2              | 0              | 6     | 0     |
| 2018-2019             | Argentine             | Copa América 2019       | -              | -              | -                 | -                 | 2              | 0              | 2     | 0     |
| Total sur la carrière | Total sur la carrière | Total sur la carrière   | 28             | 0              | 35                | 0                 | 33             | 0              | 96    | 0     |